# Flayosc
 Flayosc  (Flaiosc en occitano de norma clásica) es una población y comuna francesa, que se encuentra en la región de Provenza-Alpes-Costa Azul, departamento de Var, en el distrito de Draguignan y cantón de Draguignan.

## Demografía
| 1312 | 1454 | 1867 | 2384 | 3233 | 3924 |
| Para los censos de 1962 a 1999 la población legal corresponde a la población sin duplicidades (Fuente: INSEE [Consultar]) |      |      |      |      |      |